# Mistrovství Evropy v zápasu řecko-římském 1990
Mistrovství Evropy v zápasu řecko-římském 1990 se konalo v polské Poznani.

## Výsledky

### Muži
| Kategorie | Zlato              | Stříbro           | Bronz           |
| --------- | ------------------ | ----------------- | --------------- |
| 48 kg     | Serguei Suvorov    | Iliuță Dăscălescu | József Faragó   |
| 52 kg     | Jon Rønningen      | Oleh Kučerenko    | Valentin Krumov |
| 57 kg     | Patrice Mourier    | András Sike       | Rıfat Yıldız    |
| 62 kg     | Gennadij Atmakin   | Jenő Bódi         | Ryszard Wolny   |
| 68 kg     | Islam Duguchiyev   | Petrică Cărare    | Ghani Yalouz    |
| 74 kg     | Torbjörn Kornbakk  | Tuomo Karila      | Jaroslav Zeman  |
| 82 kg     | Thomas Zander      | Serguei Nasevich  | Todor Anguelov  |
| 90 kg     | Pavel Potapov      | Marek Kraszewski  | Tibor Komáromi  |
| 100 kg    | Anatolij Fedorenko | Maik Bullmann     | Andrzej Wroński |
| 130 kg    | Alexandr Karelin   | Rangel Gerovski   | Ioan Grigoraș   |